# Vitex wimberleyi
Vitex wimberleyi là một loài thực vật có hoa trong họ Hoa môi. Loài này được Kurz miêu tả khoa học đầu tiên năm 1877.